# الاعتراف القانوني بلغات الإشارة

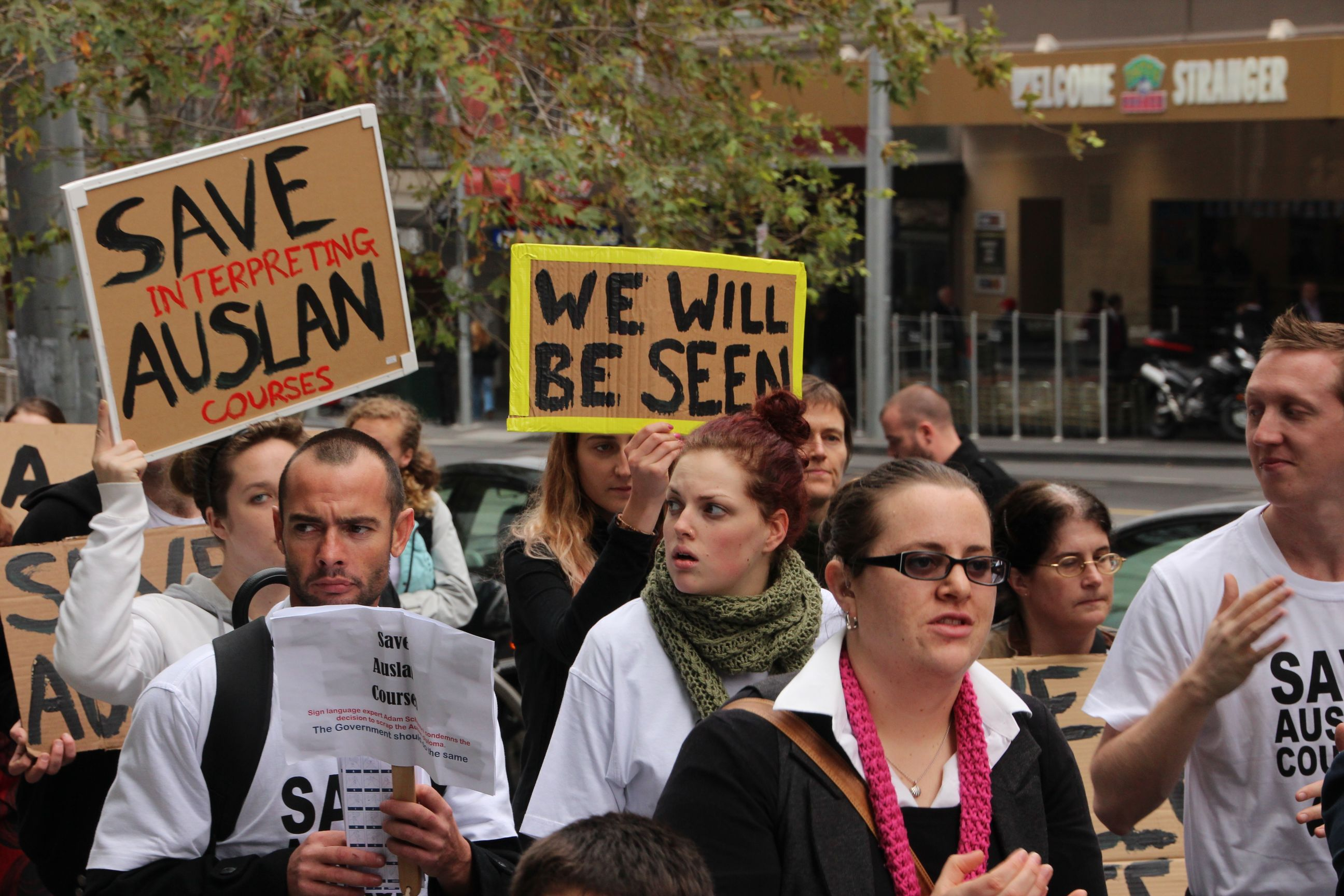

يختلف الاعتراف القانوني بلغات الإشارة على نطاق واسع. في بعض البلدان، تكون لغة الإشارة الوطنية لغة رسمية للدولة، بينما تتمتع في بلدان أخرى بوضع محمي في مجالات معينة مثل التعليم.
يمثل توسيع الاعتراف القانوني أحد الشواغل الرئيسية لمجتمع الصم الدولي، ومع ذلك، فإن الاعتراف الرمزي لا يمثل ضمانًا لتحسين حياة مستخدمي لغة الإشارة بشكل فعال، وقد قيل إنه يجب الاعتراف بلغات الإشارة ودعمها ليس فقط لتسهيل حياة المعاقين، ولكن كوسيلة اتصال للمجتمعات اللغوية.

## حالة لغة الإشارة حسب البلد

### أستراليا
اعترفت الحكومة الأسترالية بأوسلان بأنها «لغة مجتمع غير اللغة الإنجليزية» واللغة المفضلة لمجتمع الصم في بيانات السياسة في عامي 1987 و 1991. لا يضمن هذا الاعتراف أي توفير للخدمات بأوسلان، ولكن استخدام أوسلان في تعليم الصم وتوفير المترجمين الفوريين لأوسلان للإنجليزية والعكس أصبح أكثر شيوعا. 
| « | أصبح من المعترف به الآن بشكل متزايد أن الأشخاص الصم مستخدمي لغة الإشارة يشكلون مجموعة مثل أية مجموعة لغوية أخرى لا تتحدث الإنجليزية في أستراليا ، مع ثقافة فرعية فريدة يميزها التاريخ والحياة الاجتماعية والشعور بالهوية المشتركين، وترمز إليها أوسلان ، وسيلة الاتصال الرئيسية داخل مجتمع الصم الأسترالي. | » |
| — لغة أستراليا: سياسة اللغة ومحو الأمية الأسترالية (صفحة 20). (دائرة النشر الحكومية الأسترالية ، كانبرا ، 1991) | |   |

### النمسا
تم الاعتراف بلغة الإشارة النمساوية ‏ (Österreichische Gebärdensprache، ÖGS) من قبل البرلمان النمساوي في عام 2005. في 1 سبتمبر 2005، تم تعديل الدستور النمساوي ليشمل مادة جديدة: 8 §8 (3) "(" لغة الإشارة النمساوية هي لغة مستقلة. ستحدد القوانين التفاصيل "). لمزيد من المعلومات، يرجى الاتصال بجمعية الصم النمساوية: http://www.oeglb.at

### بلجيكا

#### المجتمع الفرنسي
أقر البرلمان البلجيكي الناطق بالفرنسية LSFB (لغة الإشارة الفرنسية البلجيكية ‏) في مرسوم صدر في أكتوبر 2003. هذا الاعتراف يستلزم:
1. اعتراف (رمزي) و
2. تأسيس لجنة ستقدم المشورة لحكومة الجالية الفرنسية في جميع المسائل المتعلقة بـ LSFB.

في Décret relatif à la reconnaissance de la langue des signes  (مرسوم بشأن الاعتراف بلغة الإشارة)، من ثلاثة تفسيرات قانونية محتملة لمصطلح «الاعتراف»،  تم الإبقاء على التفسير التالي: «يتعلق بالاعتراف الرمزي الذي يسير جنبًا إلى جنب مع تدبير عام السماح لكل وزير باتخاذ إجراء في المجالات المتعلقة بسلطته».

#### المجتمع الفلمنكي
تم الاعتراف بلغة الإشارة الفلمنكية ‏ في 2006-04-26 من قبل البرلمان الفلمندي. هذا الاعتراف يستلزم:
1. اعتراف ثقافي (رمزي) (انظر الاقتباس أدناه)،
2. تأسيس لجنة من شأنها تقديم المشورة للحكومة الفلمنكية في جميع المسائل المتعلقة بـ VGT و
3. التمويل الهيكلي للبحث والتطوير من VGT.

تم تسريع هذا الاعتراف من خلال الالتماس الأكثر نجاحًا على الإطلاق مع البرلمان الفلمنكي ووجود عضو أصم في البرلمان، هيلغا ستيفنز، ومترجميها الشفويين في البرلمان الفلمندي. 
| « | يستلزم الاعتراف الثقافي أن تعترف الحكومة الفلمنكية بلغة الإشارة الفلمنكية باعتبارها لغة مجتمع الصم في فلاندرز. يشمل هذا "الاعتراف" المعاني الثلاثة التالية: (1) تقر الحكومة الفلمنكية بصحة حقيقة أن لغة الإشارة الفلمنكية هي لغة مجتمع الصم في فلاندرز ، (2) تقبل الحكومة الفلمنكية أيضًا وجود هذه اللغة في المجال القضائي وتعاملها وفقًا لذلك و (3) تعرب الحكومة الفلمنكية عن احترامها لهذه اللغة. | » |
| — Decreet houdende de erkenning van de Vlaamse Gebarentaal (مرسوم بشأن الاعتراف بلغة الإشارة الفلمنكية) | |   |

### البرازيل
لغة الإشارة البرازيلية (LIBRAS) ‏ تم الاعتراف بها قانونيًا في عام 2002، لكن لا يمكن أن تحل محل اللغة البرتغالية المكتوبة؛  تم تنظيم القانون في عام 2005. يجب أن يتعلم اللغة كجزء من مناهج التربية وعلم أمراض النطق واللغة الدراسية، والقانون ينص أيضا على أن LIBRAS تكون مادة اختيارية كجزء من كل الدورات الجامعية الأخرى. معلمو LIBRAS والمدربون والمترجمون مهنيون معترف بهم. يجب أن توفر المدارس والخدمات الصحية إمكانية الوصول (الدمج) للأشخاص الصم.

### كندا
ينص القسم الرابع عشر من ميثاق الحقوق والحريات الكندي ‏ على أن الشخص المتهم الذي لا يفهم اللغة التي تُجرى بها محاكمته أو أصما يحق له الحصول على مترجم فوري.
في العديد من المقاطعات الكندية (مانيتوبا في عام 1988، ألبرتا في عام 1990، أونتاريو في عام 1993)، لغة الإشارة الامريكية(ASL) هي لغة أقلية معترف بها رسميًا ولديها حقوق مدمجة قانونًا.
اعترفت أونتاريو بلغة الإشارة الأمريكية ولغة الإشارة الكيبيكية كلغة يمكن من خلالها تعليم الصم عندما قامت بتغيير قانون التعليم في عام 1993. اعترفت أونتاريو رسميًا بـ ASL في عام 2007 حيث عزت إليها حقوق لغات الأقليات.
يتم ترجمة فترة السؤال في مجلس العموم في كندا بكل من لغة الإشارة الكيبيكية ‏ والإشارة الأمريكية.
تستخدم لغة الإشارة البحرية (MSL) بشكل شائع في مقاطعات المحيط الأطلسي في كندا. وهي مشتقة من لغة الإشارة البريطانية. (تختلف عن ASL نظرًا لأن ASL مشتقة من لغة الإشارة الفرنسية، لذلك يوجد الكثير من الكلمات المشتركة بين LSQ و ASL بين ASL و MSL ، نظرًا لأصول اللغات.)
تُستخدم لغة الإشارة Inuit أو Inuktitut (ISL) في مجتمعات القطب الشمالي في كندا، وقد تم تطويرها محليًا بواسطة الأسر والمجتمعات التي وجدت حاجة لعائلاتهم الصم وأفراد المجتمع. تعلم صم إنويت الذين التحقوا بالمدرسة في جنوب كندا ASL. ظهر ISL لأول مرة في الهيئة التشريعية في نونافوت في عام 2008.

### تشيلي
لغة الإشارة التشيلية (LSCh): سنتها تشيلي بموجب القانون رقم 20422، في عام 2010 من أجل ضمان الحق في تكافؤ الفرص للمعوقين، مع إلغاء أي شكل من أشكال التمييز ضدهم. والتي تعترف بلغة الإشارة كوسيلة طبيعية للتواصل مع مجتمع الصم Ley 20422 BCN LEGISLACIÓN CHILENA ، 2010

### جمهورية التشيك
اكتسبت لغة الإشارة التشيكية ‏ اعترافًا قانونيًا كلغة إنسانية مع صدور قانون لغة الإشارة 155/1998 Sb ("Zákon o znakové řeči 155/1998 Sb") - انظر التشريع هنا  (باللغة التشيكية)

### الدنمارك
اعتبارًا من 13 مايو 2014، اكتسبت لغة الإشارة الدنماركية اعترافًا قانونيًا. أنشأ البرلمان الدنماركي «مجلس لغة الإشارة الدنماركية» لوضع مبادئ وإرشادات لرصد لغة الإشارة الدنماركية وتقديم المشورة والمعلومات حول لغة الإشارة الدنماركية.

### الاتحاد الأوربي
وافق البرلمان الأوروبي بالإجماع على قرار حول لغات الإشارة للصم في 17 يونيو 1988 (متاح على الإنترنت هنا ). يطلب القرار من جميع الدول الأعضاء الاعتراف بلغات الإشارة الوطنية كلغات رسمية للصم. 
| «                                               | يدعو البرلمان الأوروبي [...] المفوضية إلى تقديم اقتراح إلى المجلس بشأن الاعتراف الرسمي بلغة الإشارة التي يستخدمها الصم في كل دولة عضو. | » |
| — قرار البرلمان الأوروبي بشأن لغات الإشارة 1988 | |   |

 أصدر البرلمان الأوروبي قرارًا آخر في عام 1998 بنفس المحتوى تقريبًا كما في عام 1988 (انظر القرار الخاص بلغات الإشارة للصم، Official Journal C 187، 18/07/1988 P. 0236 

### فنلندا
تم الاعتراف بلغة الإشارة الفنلندية ‏ في الدستور في أغسطس 1995. 
| «              | "المادة 17 - الحق في لغة الفرد وثقافته" [...] حقوق الأشخاص الذين يستخدمون لغة الإشارة والأشخاص الذين يحتاجون إلى الترجمة الشفوية أو المساعدة في الترجمة بسبب الإعاقة مكفول بموجب قانون. | » |
| — دستور فنلندا | |   |

### أيسلندا
تم الاعتراف بلغة الإشارة الأيسلندية ‏ بموجب قانون في التعليم عام 2004. 
| «                                                                                | يحتوي دليل المناهج الوطنية هذا ، لأول مرة ، على أحكام خاصة بالتعليم الأيسلندي للطلاب الذين لغتهم الأم ليست أيسلندية. هناك أيضًا أحكام جديدة بشأن تعليمات آيسلندية خاصة للتلاميذ الصم وضعاف السمع وتعليم لغة الإشارة للصم. تندرج أهداف التعليم الأيسلندي للمهاجرين والصم وتعليم لغة الإشارة في نطاق موضوع آداب اللغة (الأيسلندية) في المدارس الإلزامية. [...] تعد لغة الإشارة ذات أهمية أساسية لتطوير اللغة والشخصية والتفكير للأطفال الصم. بالنسبة للصم ، تعد لغة الإشارة أهم مصدر للمعرفة وطريقهم للمشاركة في الثقافة الأيسلندية وثقافة الصم. تعد لغة الإشارة ذات أهمية كبيرة بالنسبة لجميع الأعمال المدرسية ولحياة التلاميذ وعملهم. | » |
| — دليل المناهج الوطنية للمدرسة الإلزامية (وزارة التعليم والعلوم والثقافة ، 2004) | |   |

 في 27 أيار (مايو) 2011، وافق البرلمان الأيسلندي بالإجماع على مشروع قانون يعترف بلغة الإشارة الأيسلندية كلغة رسمية للأقليات ذات حقوق دستورية وكلغة أولى للأشخاص الصم في أيسلندا.

### الهند
لا يوجد اعتراف رسمي لغة الإشارة الهندية الباكستانية.

### أيرلندا
تم منح لغة الإشارة الأيرلندية اعترافًا رسميًا في عام 2017. اجتاز «قانون الاعتراف بلغة الإشارة الأيرلندية لمجتمع الصم قانون 2016» جميع المراحل في أويريتشتاس (البرلمان الأيرلندي) في 14 ديسمبر 2017، وتم توقيعه ليصبح قانونًا من قبل رئيس أيرلندا مايكل دي هيغينز في 24 ديسمبر 2017. قبل عام 2017، لم يكن هناك حق تلقائي للأشخاص الصم في الحصول على مترجم ISL (باستثناء إجراءات المحكمة الجنائية). بالنسبة إلى مجتمع الصم، يعني الاعتراف بـ ISL المزيد من الحقوق القانونية وتحسين الوصول إلى الخدمات العامة - بما في ذلك التعليم والرعاية الصحية والإعلام والخدمات المصرفية.

### إيطاليا
لا يوجد اعتراف رسمي بلغة الإشارة الإيطالية ‏ (Lingua dei Segni Italiana ، LIS) حتى الآن. يقول أولئك الذين يعارضون الاعتراف بـLIS أن هذه اللغة «غير نحوية»، رغم أن اللغة لا يمكن أن تكون، في الواقع، بدون قواعد. لقد أظهرت العديد من الأبحاث حول هذه المسألة بالفعل أن لغة الإشارة الإيطالية ‏ هي لغة بذاتها.

### كينيا
يعترف دستور كينيا بلغة الإشارة في كينيا وينص على أن تشجع الدولة تطوير واستخدام لغة الإشارة الكينية. يتم الاعتراف بلغة الإشارة بشكل أكبر في المادة 120 (1) التي تنص على أن اللغات الرسمية للبرلمان هي لغة الإشارة الكينية والسواحيلية والإنجليزية وأن أعمال البرلمان يمكن إجراؤها بلغة الإشارة الكينية والإنجليزية والسواحيلية.

### جمهورية مقدونيا
لغة الإشارة المقدونية ‏ (Македонски знаковен јазик، Makedonski znakoven jazik) معترف بها رسمياً باعتبارها «وسيلة طبيعية للتواصل بين الناس». يتم تنظيم اللغة بموجب قانون يسمح للطلاب وكل فرد في مقدونيا بدراسة اللغة. كما يضمن القانون حق المترجم الشفهي للطلاب ذوي الاحتياجات الخاصة، ويمكن لأي شخص آخر أصم طلب مترجم شفهي أيضًا. حاليا، هناك أكثر من 6.000 مواطن مقدوني يعانون من الصمم.

### مالطا
لغة الإشارة المالطية ‏ (LSM) تم الاعتراف بها رسميًا من قبل البرلمان في مارس 2016.

### المكسيك
تم إعلان لغة الإشارة المكسيكية (LSM) رسميًا «لغة وطنية» في عام 2003، وبدأ استخدامها في تعليم الصم العام بعد ذلك. قبل عام 2003، كان تعليم الصم في البلاد يركز على المشافهة (الكلام وقراءة الشفاه) مع وجود عدد قليل من المدارس التي تجري دروسًا بـLSM.

### نيبال
على الرغم من أن لغة الإشارة النيبالية ‏ لم يتم الاعتراف بها رسميًا حتى الآن باعتبارها اللغة الأم للسكان الصم في نيبال، إلا أن التشريعات جارية لجعل القانون النيبالي يتماشى مع أحكام اتفاقية الأمم المتحدة لحقوق الأشخاص ذوي الإعاقة. ستقر هذه القوانين بحقوق الصم في استخدام لغة الإشارة النيبالية ‏ في التعليم وفي الحياة الاجتماعية وفي المجال القانوني، وما إلى ذلك، وبالتالي ينبغي أن يؤدي ذلك إلى اعتراف الحكومة الرسمي بلغة الإشارة النيبالية ‏ على قدم المساواة مختلف اللغات المحكية في نيبال.

### هولندا
لم يتم الاعتراف بلغة الإشارة في هولندا ‏ رسميًا بموجب القانون. هناك بعض التمويل العام لمشاريع لغة الإشارة.

### نيوزيلندا
أصبحت لغة الإشارة النيوزيلندية هي اللغة الرسمية الثانية لنيوزيلندا في أبريل 2006، حيث انضمت إلى الماوري عندما تم إقرار مشروع القانون في البرلمان النيوزيلندي في 6 أبريل 2006.
| «                                      | الجزء 2 ، الفصل 6: لغة الإشارة في نيوزيلندا تُعلن أنها لغة رسمية في نيوزيلندا. | » |
| — مشروع قانون لغة الإشارة في نيوزيلندا |                                                                               |   |

### إيرلندا الشمالية
في أيرلندا الشمالية، تم الاعتراف بكل من لغة الإشارة البريطانية ولغة الإشارة الأيرلندية ‏ (ولكن ليس لغة الإشارة في أيرلندا الشمالية ‏) كلغات رسمية من قبل مكتب أيرلندا الشمالية ‏،  لكنهم لا يتمتعون بعد بنفس وضع لغتي الأقلية الرسمية في المقاطعة، الأيرلندية والأولستر الاسكتلندية.

### النرويج
لغة الإشارة النرويجية ‏ معترف بها بموجب القانون في التعليم.

### بابوا غينيا الجديدة
في مايو 2015، لغة إشارة بابوا نيو غينيا ‏ أصبحت اللغة الرسمية الرابعة في بابوا غينيا الجديدة.

### الفلبين
أعلنت المادة 3 من القانون الجمهوري رقم 11106 أن لغة الإشارة الفلبينية ‏ هي لغة الإشارة الوطنية للفلبين، مع تحديد أنه يجب الاعتراف بها ودعمها وترويجها كوسيلة للاتصال الرسمي في جميع المعاملات التي تنطوي على الصم، ولغة التدريس في تعليم الصم.

### البرتغال
| «                | المادة 74 ، 2 (ح): في تنفيذ السياسة التعليمية ، تُكلف الدولة بحماية وتطوير لغة الإشارة البرتغالية ، كتعبير عن الثقافة وأداة للحصول على التعليم وتكافؤ الفرص. | » |
| — دستور البرتغال | |   |

 على سبيل المثال، تحتوي العديد من العروض (مثل الأخبار) في القنوات العامة (راديو وتلفزيون البرتغال RTP) على زاوية واحدة من الشاشة مع شخص يقوم بترجمة ما يقال إلى لغة الإشارة.

### روسيا
لغة الإشارة الروسية (Русский жестовый язык) تحظى باعتراف قانوني محدود للغاية. وفقًا لقانون حماية الأشخاص ذوي الإعاقة الفيدرالي، تُعتبر لغة الإشارة لغة مستخدمة للتواصل بين الأشخاص فقط، مما يعني عدم توفير دعم حكومي للغة.

### جمهورية سلوفاكيا
تم الاعتراف بلغة الإشارة السلوفاكية ‏ في عام 1995 بموجب القانون: "Zákon o posunkovej reči nepočujúcich osôb 149/1995 Sb" - قانون لغة الإشارة للصم 149/1995.

### جنوب أفريقيا
لغة الإشارة في جنوب أفريقيا ‏ غير معترف بها تماما باعتبارها إحدى لغات جنوب أفريقيا في الدستور، بدلا من ذلك يحتوي على عبارة «لغة الإشارة» بالمعنى العام. هناك عملية جارية في البرلمان للتحقيق في إمكانية ترقية وضع SASL لتصبح اللغة الرسمية الثانية عشرة في البلاد.

### كوريا الجنوبية
في 31 ديسمبر 2015، أصدرت "الجمعية الوطنية لكوريا الجنوبية" تشريعًا للاعتراف بلغة الإشارة الكورية باعتبارها إحدى اللغات الرسمية لكوريا " 

### إسبانيا
في 28 يونيو 2007، تم الاعتراف بلغات الإشارة الإسبانية والكاتالونية من قبل البرلمان الإسباني باعتبارها لغات رسمية في إسبانيا. هذا التطور القانوني الأخير قد فتح الباب أمام تعزيز الاتصالات في مجالات الرعاية الصحية والعدالة والتعليم و MCM. حتى الآن، منحت المجتمعات المستقلة في كاتالونيا، الأندلس، وفالنسيا استخدام لغات الإشارة للصم. في المناطق الإسبانية الأخرى، لم يتم التعرف على لغات الإشارة حتى الآن، وكان الدعم من حيث ترجمة لغة الإشارة فوريا للصم محدودًا أو محصورًا في ميزانيات مختلفة. كما هو موضح، هناك ثلاث لغات إشارة تطالب بها منظمات الصم: لغة الإشارة الإسبانية ‏، ولغة الإشارة الكاتالونية (LSC) ولغة الإشارة في بلنسية ‏ (LSPV)، على الرغم من أن بعض اللغويين يعتبرونها واحدة.

#### كاتالونيا
على الرغم من أن القانون الإقليمي يضمن وجود لغة الإشارة الكاتالونية منذ عام 1994 في جميع المناطق الخاضعة للحكومة الكتلانية، مثل التعليم والإعلام، إلا أنه تم الاعتراف منذ وقت قريب رسميًا في LSC في النظام الأساسي لحكم كتالونيا ‏ لعام 2006.

#### الأندلس
يشبه الوضع القانوني في الأندلس الوضع في كاتالونيا، حيث يضمن القانون الإقليمي وجود لغة الإشارة الإسبانية ‏ (LSE) في جميع المجالات الاجتماعية منذ عام 1998. في الآونة الأخيرة، يتم تضمين الاعتراف به في إصلاح النظام الأساسي للحكم الذاتي. في الوقت الحالي، تعد الأندلس هي المجتمع الفريد حيث يتم التعرف على LSE فيما يتعلق بباقي إسبانيا. في أي حال، من الناحية اللغوية، فإن LSE المستخدمة هناك لديها اختلاف قوي في اللهجة.

#### فالنسيا
حتى وقت قريب، دعمت فالنسيا الصم دعما قانونيا ضعيفا. يمنح قانون الاستقلال الذاتي لعام 2006 المعتمد في بلنسية الصم حقهم في استخدام لغة الإشارة في بلنسية ‏. (على الرغم من أن النظام الأساسي يشير فقط إلى «لغة الإشارة» بمعنى عام.) 
| «                           | المادة 13: 4 - يمنح الجنرال العام استخدام لغة الإشارة الخاصة للصم ، والتي يجب أن يكون الغرض منها في التعليم والحماية والاحترام. | » |
| — نظام الحكم الذاتي لبلنسية | |   |

#### غاليسيا
يقال أن غاليسيا تعمل على مشروع قانون بشأن الاعتراف بلغة الإشارة.

### سيريلانكا
قبلت سري لانكا الاعتراف بلغة الإشارة السريلانكية ‏ في 26 سبتمبر 2010. وفقًا للتقرير الذي نشرته صحيفة سري لانكية على الإنترنت في 23 سبتمبر 2010 

### تايلاند
تم الاعتراف بلغة الإشارة التايلندية ‏ باعتبارها «اللغة الوطنية للأشخاص الصم في تايلاند» في 17 أغسطس 1999، في قرار وقعه الأمين الدائم للتعليم نيابة عن الحكومة الملكية التايلندية والذي أكد على حقوق الصم في تعلم هذه اللغة المميزة كلغة أولى في المنزل وفي المدارس. وفقًا لتقرير تشارلز رايلي (1999) ، «ستتخذ الحكومة إجراءات محددة، بما في ذلك توظيف الصم كمدرسين ومدربين للغة الإشارة في مدارس الصم، وتوفير مترجمين فوريين للصم في التعليم العالي».

### تركيا
لا يوجد حاليًا أي اعتراف رسمي بلغة الإشارة التركية ‏، وهي لغة الإشارة الفعلية المستخدمة من قبل مجتمع الصم التركي.
في 1 يوليو 2005، سنت المجلس الوطني التركي الأكبر قانونًا لمنع التمييز ضد المعاقين ‏ (رقم 5378)، والذي أشار فيه القانون التركي لأول مرة إلى لغة الإشارة. القانونرقم 15 يقول أن لغة الإشارة يجب استخدامها في نظام تعليم الصم، والقانون رقم 30 يقول أن ترجمة لغة الإشارة يجب توفيرها للصم. ومع ذلك، فإن هذه القوانين لم تنفذ بعد (اعتبارًا من 2007)، ويبقى أن نرى ما هو شكل لغة الإشارة، إن وجدت، التي سيتم دعمها. كان هناك بعض النقاش في البرلمان حول «تطوير» لغة إشارة موحدة.
لدى تركيا أيضًا خطط عمل لقضايا الإعاقة، مثل خطة توظيف الأشخاص ذوي الإعاقة (2005-2010) وخطة منع التمييز ضد المعوقين (2006-2010).

### أوغندا
في 8 أكتوبر 1995، تم الاعتراف بلغة الإشارة الوطنية في أوغندا في الدستور الجديد للبلاد، مما جعل لغة الإشارة في أوغندا ‏ واحدة من لغات الإشارة القليلة المعترف بها دستوريًا في العالم (أخبار WFD ، أبريل 1996). انتخب أحد الصم (أليكس نديزي البالغ من العمر 27 عامًا) في البرلمان ألواغندي عام 1996. 
| «                     | الرابع والعشرون (الثالث). تقوم الدولة [...] بتطوير لغة الإشارة للصم ". | » |
| — ديباجة دستور أوغندا |                                                                        |   |

### الولايات المتحدة الأمريكية
لا تعترف الحكومة الفيدرالية بأية لغة يتم التحدث بها أو الإشارة بها كلغة رسمية. ومع ذلك، فإن العديد من الولايات الفردية لديها قوانين تعترف بلغة الإشارة الأمريكية باعتبارها «لغة أجنبية»؛ يعترف البعض بـASL كلغة تدريس في المدارس. يقبل عدد من الجامعات الأمريكية اعتماد ASL للوفاء بمتطلبات دراسة اللغة الأجنبية.

### أوروغواي
على الرغم من عدم وجود لغات «رسمية» في الأوروغواي، ومع ذلك، فقد تم الاعتراف بـ "Lengua de Señas Uruguaya" أو "LSU" (باللغة العربية: «لغة الإشارة الأوروغوايانية») كلغة للصم في عام 2001:
في قانون عام 2008 رقم 18.437 ("Ley General de Educación. 12 de Diciembre de 2008")، تُعتبر LSU "واحدة من اللغات الأم لمواطني أوروجواي (إلى جانب الأوروغوايانية الإسبانية والبرتغالية الأوروغوايانية). في وثائق السياسة العامة لكوميسيون دي بوليتيكاس لينغويستاس أون لا إيدوكاسيون بابليكا (لجنة سياسة تعليم اللغة العامة، والتي تعد جزءًا من الإدارة الوطنية للتعليم، ANEP)، يُقترح أن تكون لغة LSU هي اللغة الرئيسية لتعليم الصم.

### فنزويلا
تم الاعتراف بلغة الإشارة الفنزويلية ‏ في دستور البلاد في 12 نوفمبر 1999.

### زيمبابوي
تم التعرف على مختلف لغات الإشارة في زيمبابوي ‏، والتي تم تجميعها معًا كـ «لغة إشارة»، في دستور زيمبابوي لعام 2013 كواحدة من «لغات زمبابوي الستة عشر المعترف بها رسميًا».